# Saeid Pirdoost
Saeid Pirdoost  (en persan : سعید پیردوست), né le 6 janvier 1941, est un acteur iranien.

## Filmographie
Cinéma:
- Gavazn-ha  (Les cerfs)
- Dast-Haye Aloode (Les mains sales)
- Delbar-e Ahani
- Karagah Alavi (Détective Alavi)
- Dokhtar-e Shirini forush (Patissière)
- Tokyo Bedoone Tavaghof (Tokyo none-stop)
- Oxygen
- Tuer le traître

Télévision:
- Pavarchin  (Sur la pointe des pieds)  (Série télévisée)  de Mehran Modiri
- Noghtechin  (Points de suspension)  (Série télévisée)  de Mehran Modiri
- Jayezeye Bozorg  (Grand Prix)  (Série télévisée)  de Mehran Modiri
- Shabhaye Barareh  (Nuits de Barareh)  (Série télévisée)
- Bagh-e Mozaffar (Jardin de Mozaffar) (Série télévisée) de Mehran Modiri
- Mard-e Hezar Chehreh  (Homme aux milles facettes)  (Série télévisée)  de Mehran Modiri
- Rahe Bipayan  (Chemin sans fin) (Série télévisée)  de Homayoun As'adian